# 意大利蓝色竞技体育场
意大利蓝色竞技体育场（義大利語：Stadio Atleti Azzurri d'Italia），意大利贝加莫市的一个体育场。该体育场现为亚特兰大足球俱乐部的主场。该体育场设备较为落后。